# Comuna Bileve, Izeaslav
Bileve (în ucraineană Білеве) este o comună în raionul Izeaslav, regiunea Hmelnîțkîi, Ucraina, formată din satele Bileve (reședința), Kindratkî, Prîputenka și Prîputni.

## Demografie
Componența lingvistică a comunei Bileve
     Ucraineană (99,59%)
     Alte limbi (0,35%)
Conform recensământului din 2001, majoritatea populației comunei Bileve era vorbitoare de ucraineană (99,59%), existând în minoritate și vorbitori de alte limbi.